# Pantone
Pantone je podjetje v Carlstadtu (New Jersey), ki se ukvarja z dejavnostjo na področju barv. Znano je po svojem Sistemu usklajevanja Pantone, katalogu barv, ki se veliko uporablja v grafiki, arhitekturi, gradbeništvu in industriji.

## Barvni vzorčnik Pantone
Barvni vzorčnik Pantone je katalog barv, ki temelji na lastnostih mešanja barvil. Podlaga za barvni vzorčnik Pantone je Sistem usklajevanja Pantone (angl. Pantone matching sistem - PMS).
Barvni vzorčnik Pantone vsebuje mnogo barvnih vzorcev. Sestavljeni so iz 16 osnovnih barv, iz katerih so zmešane vse ostale barve. Vsaka barva je označena s svojo šestmestno številko, čeprav je  v samem barvnem vzorčniku barva poimenovana drugače.
- Prvi par števil označuje svetlost barve.
- Drugi par označuje barvni ton.
- Tretji par označuje nasičenost.

Na koncu vsake številke je običajno črka ali kombinacija črk, ki opiše vpliv tiskovnega materiala. Te črkovne oznake uporabljajo tudi programi, kot Adobe Photoshop, Illustrator, QuarkXPress ali CorelDraw. Pripadajoče črke za pogoste materiale:
- U - naravni papir (angl. Uncoated paper)
- C - sijajno premazan papir (angl. Coated paper)
- M - neleskeči papir (angl. Matte paper)

## Uporaba
Barvni vzorčnik Pantone se uporablja na mnogih področjih. Za vsako področje uporabe ali material je Pantone izdelal specifičen barvni vzorčnik.

#### Pantone sistem procesnih barv
(angl. Pantone Process Color Sistem)
Sistem ima paleto več kot 3000 barv, ustvarjenih s procesnimi barvami C, M, Y, in K. Sistem je zelo uporaben za natančno reprodukcijo fotografij. 